# Yau Ma Tei Theatre

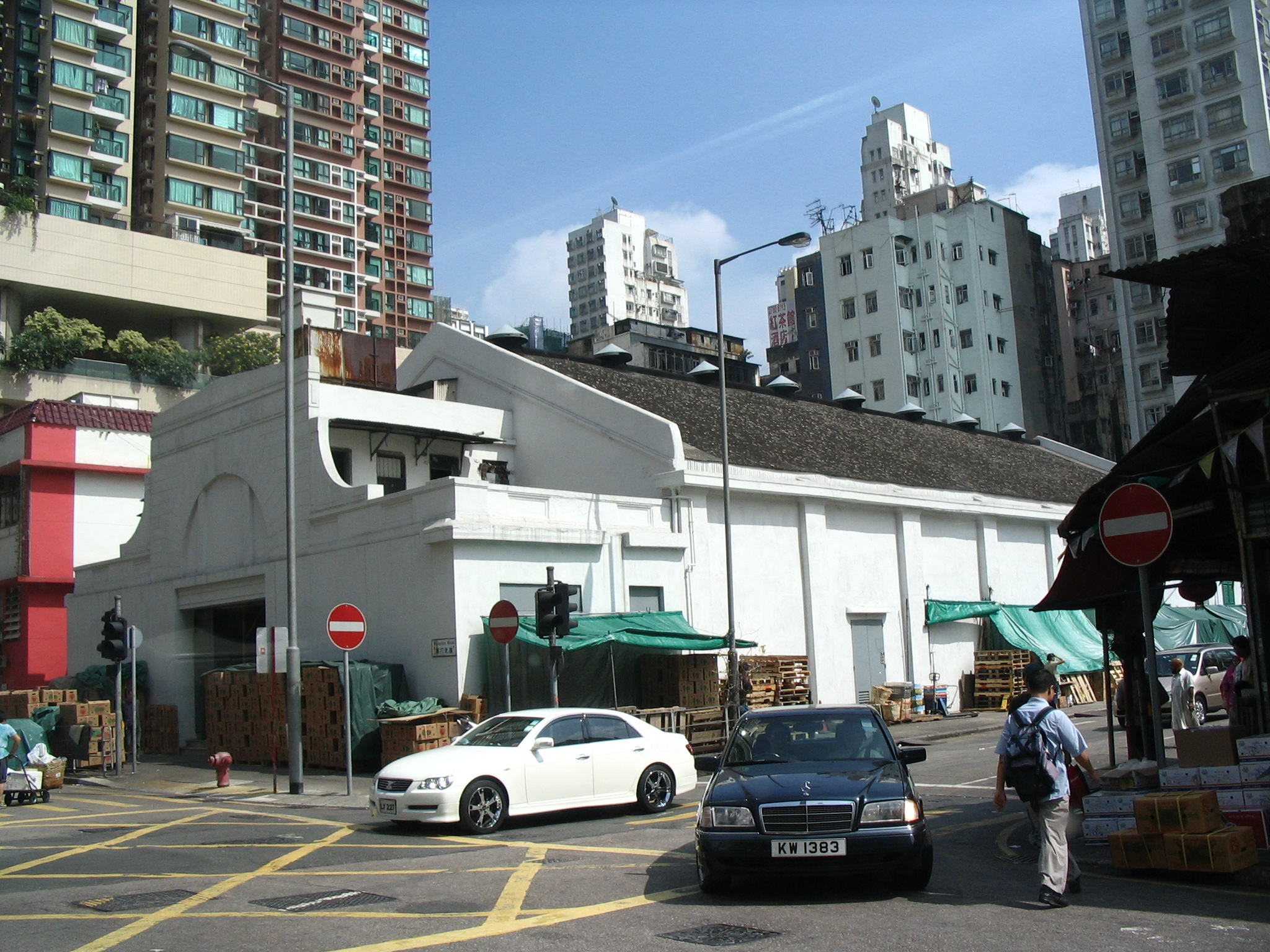
Yaumati Theater

Yau Ma Tei Theatre (chinesisch 油麻地戲院), auch YMTT, selten Yaumati Theatre, einst das größte Kino in Kowloon, Hong Kong, befindet sich im Stadtteil Yau Ma Tei (Kowloon, Hong Kong) an der Kreuzung Waterloo Road und Reclamation Street. Ein anderes historisches Objekt, Yau Ma Tei Fruit Market, befindet sich nur wenige Meter über die Reclamation Street entfernt.

## Geschichte und Architektur
Den Quellen zufolge wurde das Gebäude zwischen 1925 und den späten 1920er Jahren erbaut. Es ist das letzte von vielen Kinos in Hong Kong, die in den 1920er und 1930er Jahren erbaut wurden. Die Stadtverwaltung entschied im Zeitraum 2007/2008, dass das Yau Ma Tei Theatre zur Bühne für die Kanton-Oper umgewandelt wird. Die ursprünglichen 500 Besuchersitze wurden auf 300 reduziert.
Wie alle Kinos in Hong Kong, die in der Zeit nach der Pariser Ausstellung Exposition des Arts Decoratifs et Industriels Modernes (1925) gebaut wurden, so zeigt auch das Yau Ma Tei Theatre die dekorativen Elemente des Neoklassizismus und des Art Deco.
Das Yau Ma Tei Theatre wird seit Dezember 2009 vom staatlich geführten Antiquities and Monuments Office (Amt für Altertümer und Denkmäler) in der Liste der historischen Gebäude als Objekt der Kategorie II gelistet.